# Evan Jones
Evan Jones (Texas, 1 april 1976) is een Amerikaans acteur.

## Biografie
Jones kreeg zijn eerste rol in 1998 voor de televisiefilm On the Line, waarin ook rapper en acteur Coolio speelt. Zijn bekendste filmrol was wel die van Cheddar Bob in de film 8 Mile, waarin Eminem de hoofdrol speelt. Jones speelde tevens in de televisieserie October Road als Ikey.

## Filmografie
- Guardians of the Galaxy Vol. 2 (2017)
- A Million Ways To Die In The West (2014)
- The Last Shot (2004)
- 8 Mile (2002)
- On the Line (1998)